# Valori asiatice
Conceptul de valori asiatice a devenit în vogă în anii 1990, predicat pe credința în existența unor instituții și ideologii politice unice care reflectă cultura și istoria Asiei, și sunt distinse de valorile lumii vestice. Deși sunt diferențe semnificative între valorile estice și cele vestice, termenul "valori asiatice" este desoeri văzut ca fiind impropriu fiind că nu există un singur set de valori asiatice; diferențele între, de exemplu, Japonia și China sunt la fel de mari sau chiar mai mari decât cele între Franța și SUA.

## Definiție
Nu există o definiție unică a "valorilor asiatice", dar în general acestea sunt bazate pe valori din confucianism, precum respectul pentru familie, sacrificiul libertăților personale pentru stabilitatea și prosperitatea socială (adică, comunalism în loc de individualism), aprecierea excelenței academice și tehnologice și o etică de muncă dezvoltată. Termenul este deseori folosit impropriu, pentru a susține guverne autoritare în Asia, care se pretind a fi mai potrivite pentru regiune decât valorile și instituțile democratice ale vestului.
O listă a valorilor politico-sociale care unii le văd ca fiind "asiatice" includ:
1. predispoziție spre conducere puternică și stabilă, decât pluralism politic
2. respect pentru armonie socială și o inclinație spre consens, decât o tendință spre opoziție și confruntare
3. acceptarea intervenției semnificative a statului în afaceri sociale și economice
4. preocupare cu bunăstarea socioeconomică comunitară , decât libertăți individuale și drepturile omului

## Istorie
Din punct de vedere istoric, nu a existat o identitate comună „asiatică”, iar conceptul de identitate regională unificată în momentul popularității sale în secolul al XX-lea nu era strict axat doar pe partea  Asiei. Valorile asiatice au căpătat popularitate în Republica Populară Chineză, Malaysia (sub Mahathir Mohamad), Singapore (sub Lee Kuan Yew), Indonezia și Japonia (în perioada celui de-al doilea război mondial). În Occident, studiul valorilor asiatice a fost văzut ca o modalitate de a cunoaște Asia și de a stabili, a promova  relații durabile cu regiunea asiatică.
Popularitatea conceptului nu a persistat. Unii speculează că ar fi putut contribui la schimbările religioase, sociale, culturale și economice care au avut loc în Asia în acea perioadă; de exemplu, criza financiară din Asia și prăbușirea regimului Suharto din Indonezia ar putea fi contracarate cu succes de democrația liberală.
În 2006, Jusuf Kalla, vicepreședintele Indoneziei, a legat valorile asiatice cu propunerea de acord de liber schimb din Asia de Est și Comunitatea Asiei de Est, care rezultă din Summit-ul Asiei de Est. El a apărat parțial valorile asiatice punând accent pe cooperare asupra concurenței.
„Valorile asiatice” continuă să fie discutate în mediul academic cu referire la problema universalității drepturilor omului (spre deosebire de o poziție a relativismului cultural).

## Critică
Au fost făcute mai multe critici asupra valorilor asiatice. Amartya Sen susține că aceste așa-numite valori asiatice nu pot funcționa din cauza diversității culturale dominante din Asia. Lung Ying-tai, critic social și politic taiwanez, susținut de Kim Dae-jung (fostul președinte al Coreei de Sud) și Lee Teng-hui (fostul președinte al Taiwanului), argumentează că "valorile asiatice" sunt dubluri pentru suprimarea valorilor universale libertatea de exprimare și drepturile omului. O critică comună a conceptului de valori asiatice este succesul perceput al multor societăți democratice asiatice, cum ar fi Taiwan, Hong Kong, Japonia.

## Vezi și
- Democrație liberală